# B Plus (プロトコル)
B plusは、ファイル転送プロトコルのひとつである。
米CompuServeで開発され、日本国内では日本人の手により改良が加えられ、独自仕様としてNIFTY-Serveで使用されていた。
NIFTY-Serveの標準プロトコルであるXMODEMと比較して格段に高速なファイル転送が可能である一方で、ファイル名の転送機能が未実装である等、同世代のファイル転送プロトコルの中では機能的に劣っているところもみられた。
2025年現在では趣味の分野を除き、ほとんど使用されていない。
なお、CompuServe仕様のものは「B+」と表記され、B Plusとは区別されている。